# Louis Paschoud
Pour les articles homonymes, voir Paschoud.
Louis Paschoud, né le 24 septembre 1849 à Renens et mort le 8 janvier 1893 à Lutry, est un avocat et une personnalité politique suisse, membre de la Gauche Libérale (futur parti radical-démocratique). Il est député du canton de Vaud au Conseil national de 1883 à sa mort en 1893.

## Biographie
Louis Paschoud naît le 24 septembre 1849 à Renens, dans le canton de Vaud. Protestant, originaire de Lutry et de Villette, il est le fils de Jean Louis Félix Paschoud, instituteur, et de Suzanne Louise Champoux. Il épouse Jeanne Charlotte Murisier.
Après une scolarité à Lausanne, il fait des études de lettres et de droit à Lausanne et en Allemagne. Il obtient son brevet d'avocat en 1874 et ouvre une étude à Lausanne, l'un des plus fréquentées de Suisse romande. Il est en outre membre du conseil général de la Banque cantonale vaudoise de 1890 à 1892, major dans l'armée suisse et grand juge de la 1re division, ainsi que membre de la société d'étudiants Zofingue.

### Carrière politique
Député des Radicaux/Gauche Libérale (aile gauche du parti libéral) au Grand Conseil vaudois de 1878 à sa mort en 1893. Il en est le président en 1883 et 1891. Il est membre de la Constituante de 1884 et conseiller national de 1883 à sa mort en 1893. Il s'opposa en 1884 à la proportionnelle,.

## Liens
- Notice dans un dictionnaire ou une encyclopédie généraliste :   - Dictionnaire historique de la Suisse
- Notices d'autorité :   - VIAF
  - GND